# Sarcofago di Iulius Achilleus

Sarcofago di Iulius Achilleus

Il sarcofago di Iulius Achilleus è un sarcofago romano del III secolo, alto 1,06 metri e conservato nel Museo nazionale romano, sezione delle Terme di Diocleziano.

## Descrizione
Proviene da via Cristoforo Colombo, scoperto nelle mura Aureliane, ed è un esempio della tipologia di sarcofagi del tardo III secolo con scene bucoliche e pastorali, nei quali si alludeva alla vita paradisiaca nell'aldilà.
Il coperchio ha sulla fronte una tavola con iscrizione che riporta il nome del defunto e lo commemora (vir perfectissimus), procuratore ducenario del Ludus Magnus. Ai lati corrono due coppie simmetriche di amorini in corsa su carri. Sotto il coperchio corre un listello con kyma ionico piuttosto grossolano, mentre in basso è di tipo lesbio.
Sui lati della cassa, che sono stondati secondo la tipologia a lenòs (cioè a tinozza per il vino, secondo le teorie escatologiche del culto dionisiaco), si trovano due leoni in atto di sbranare un cerbiatto, alti quanto la cassa e trattati ad altorilievo, elementi tipici delle officine di sarcofagi tra il 230 e il 280.
La fronte raffigura su due registri un'affollata scena campestre. In alto un erote, davanti a un edificio con due arcate, tiene in mano un fascio di spighe e un falcetto; davanti a lui procede un gruppo di animali con cavalli, bovi e capre al pascolo, intervallati da alberelli e poggianti su un lungo tratto di terreno scosceso; in basso si trova un gregge di pecore guardato da due pastorelli, uno dei quali (a sinistra) è impegnato nella mungitura. La decorazione era completata dalla policromia e dalla doratura, delle quali restano ampie tracce.

## Stile
I modelli per questo tipo di rappresentazione sono ellenistici, ma il rendimento, col rilievo molto basso, è tipicamente romano, con tendenze al pittoricismo in dettagli lavorati al trapano, come la vegetazione e il vello degli animali. Dall'analisi stilistica, dall'iscrizione e dai dati del ritrovamento l'opera può essere datata al 275, pochi anni prima del completamento delle Mura aureliane.